# Абрамов, Анатолий Сергеевич
Анатолий Сергеевич Абрамов (род. 18 июня 1955, Ульяновск) — рок-музыкант и актёр театра Ленком. Наиболее известен как барабанщик группы «Аракс». Заслуженный артист Российской Федерации (2002).

## Биография
Родился 18 июня 1955 года в Ульяновске в семье военного. Вскоре семья переехала в Москву, где он окончил среднюю школу и поступил в Гидромелиоративный институт, где проучился только три года. В 1976 году Абрамов был приглашён в музыкальную группу «Аракс» при театре Ленком. Участвовал в выпуске музыкальных спектаклей «Автоград XXI», «Звезда и смерть Хоакина Мурьетты», «Варвар и еретик», «Люди и птицы», «Юнона и Авось», «Королевские игры», «Женитьба», «Шут Балакирев». В 1978 году был удостоен звания лауреата Международного конкурса «Соколово-1978» за участие в исполнении триптиха композитора Алексея Рыбникова.
В 2002 году ему было присвоено звание Заслуженного артиста России.
В течение своей музыкальной карьеры пользовался практически всеми известными марками как барабанов (Pearl, Tama, Amati), так и тарелок (Zildjian, Sabian, Paiste). Эндорсер барабанных палочек «Leonty».
Женат, имеет сына и дочь.

## Карьера
В качестве барабанщика участвовал в группах:
- Золотой Сентябрь (1971)
- Високосное Лето (1974—1975)
- Аракс (1976—1982, 1987—2004,  2006-2015)
- Феникс (1982—1983)
- Цветы (1984)
- Рок-Ателье (1984—1987)[5]
- СВ (1990—1995)
- Валерия (1994—1995)
- Белый орёл (1999—2000)
- Ариэль (2000)
- Виктор Зинчук (1998—2006)
- Чёрный Кофе (1998—2007)